# Йосиф Талевски
Йосиф Талевски (на македонска литературна норма: Јосиф Талевски) е виден юрист от Северна Македония, член на Конституционния съд на страната от 1994 до 2003 година.

## Биография
Роден е в 1947 година в Доленци, Битолско, тогава във Федеративна народна република Югославия. Завършва Юридическия факултет на Скопския университет в 1972 година. В 1981 година прави магистратура, а в 1986 година защитава докторска дисертация „Администрацията при изпълнение на властови функции в политическите системи“.
След дипломирането си, в 1973 година започва работа в управителния орган на общинското събрание в Битоля. В 1976 година полага правосъден изпит. В 1981 година е избран за преподавател по дисциплината „Административно право“ в Юридическия факултет на Битолския университет, а след това за асистент по дисциплината „Административно право с административно производство“. В периода 1984 – 1986 година е член на университетския съвет. В 1987 година е избран за доцент по право на движението и спедиция в Техническия факултет в Битоля. В 1992 година е избран за редовен професор. От 1974 до 1976 година е председател на общинската конференция на Младежкия съюз в Битоля. От 1976 до 1978 година е член на Републиканската конференция на Младежкия съюз на Македония. В периода 1978 – 1982 година е член на Комисията за регулация към Събранието на община Битоля. В 1978 година е приет за пълноправен член на Дружеството за наука и изкуство – Битоля. В 1982 година е назначен за секретар на Отдела за социални науки и право. В 1991 година е избран за член на Законодателно-правната комисия на Събранието на Република Македония. В 1992 година е избран за член на Конституционната комисия на Събранието на Република Македония. От 1992 до 1994 година е секретар на правителството на Република Македония. От 1994 до 2003 година е конституционен съдия.
Автор е на много научни трудове.